# Индурайн, Пруденсио
Пруде́нсио Индура́йн Ларра́йя (исп. Prudencio Induráin Larraya; род. 9 июня 1968, Вильява) — испанский шоссейный велогонщик, выступавший на профессиональном уровне на всём протяжении 1990-х годов. Участник супермногодневок «Тур де Франс», «Джиро д’Италия» и «Вуэльта Испании», победитель и призёр различных менее престижных гонок на шоссе. Также известен как политик, член «Союза наваррского народа». Младший брат титулованного велогонщика Мигеля Индурайна.

## Биография
Пруденсио Индурайн родился 9 июня 1968 года в городке Вильява автономного сообщества Наварра, Испания. Занимался шоссейным велоспортом с раннего детства, тренировался вместе со своим старшим братом Мигелем Индурайном, который впоследствии стал выдающимся гонщиком, победителем многих крупнейших соревнований того времени.
Дебютировал на профессиональном уровне в 1991 году, присоединившись к одной из сильнейших испанских велокоманд Banesto, где на тот момент уже состоял его брат Мигель. В следующем году впервые принял участие в супермногодневке «Джиро д’Италия», затем дебютировал и на других гранд-турах — «Тур де Франс» и «Вуэльта Испании». В общей сложности в составе Banesto принял участие в семи гран-турах, проехал все этапы, исполняя роль доместика, как правило в гонках работал на своего более успешного брата Мигеля.
Из личных достижений в этот период — третье место на «Гран-при кантона Аргау» 1993 года, где Индурайн уступил только итальянцам Джанни Буньо и Клаудио Кьяппуччи. В 1996 году одержал победу на трёх этапах многодневки «Волта Алентежу» в Португалии, расположившись в генеральной классификации на второй позиции (позади своего брата Мигеля).
В период 1998—1999 годов представлял менее именитый клуб Vitalicio Seguros, с которым выступил на четырёх гранд-турах, но каких-то особенно значимых достижений не добился.
После завершения карьеры профессионального спортсмена занялся политикой, присоединившись к консервативной политической партии «Союз наваррского народа». В 2011 году выдвигался от этой партии кандидатом на парламентских выборах.